# I Madrigalisti di Genova
I Madrigalisti di Genova sono un gruppo vocale e strumentale specializzato nel repertorio medioevale e rinascimentale costituitosi nel 1958 nell'ambito universitario genovese per iniziativa del compositore, direttore d'orchestra ed esperto di musica antica Leopoldo Gamberini, il quale intese radunare attorno a sé un gruppo di studenti appassionati di polifonia vocale.
L'ensemble è stato sempre diretto dal suo fondatore.

## Storia
Dopo i primi anni dedicati allo studio di edizioni rare e di antichi spartiti, I Madrigalisti consolidarono il proprio repertorio senza tralasciare l'approfondimento e lo studio della tecnica vocale propri della polifonia italiana e fiamminga, contestualmente alla ricerca teorica sull'antica musica greca ed ebraica, genere nel quale sono stati i primi esecutori italiani in epoca moderna.
Il complesso vocale si fece conoscere in ambito nazionale, dopo soli tre anni dalla costituzione, a Roma nel 1961 partecipando alla rassegna nazionale dei cori universitari.
Il gruppo si è esibito in seguito nelle principali città italiane ed europee (aggiudicandosi nel 1970 il primo posto e la medaglia d'oro del governo belga al Festival di Neerpelt); due anni dopo I Madrigalisti sono stati premiati con Medaglia d'oro dal Governo francese.
L'ensemble è stato inoltre impegnato in attività didattico-divulgative dirette principalmente al mondo della scuola.
Nel 1971 I Madrigalisti vennero scelti per accompagnare a Stoccarda il violino Guarneri del Gesù, il celebre Cannone appartenuto a Niccolò Paganini, esposto nella città tedesca. In quella occasione cantarono davanti ad oltre duemila persone alla Stiftskirche - una delle principali chiese cittadine - e il pubblico, rompendo una consolidata tradizione che non ne consentiva l'uso, salutò con un fragoroso (e inaspettato) applauso finale l'esibizione del complesso genovese.
Dal 1972 al 1976 si esibiscono in concerti in Francia, a Salisburgo e vengono invitati al Festival Internazionale di Maggio (Internationale Maifestspiele) di Wiesbaden, in Germania, manifestazione di prestigio per il livello dei complessi invitati.

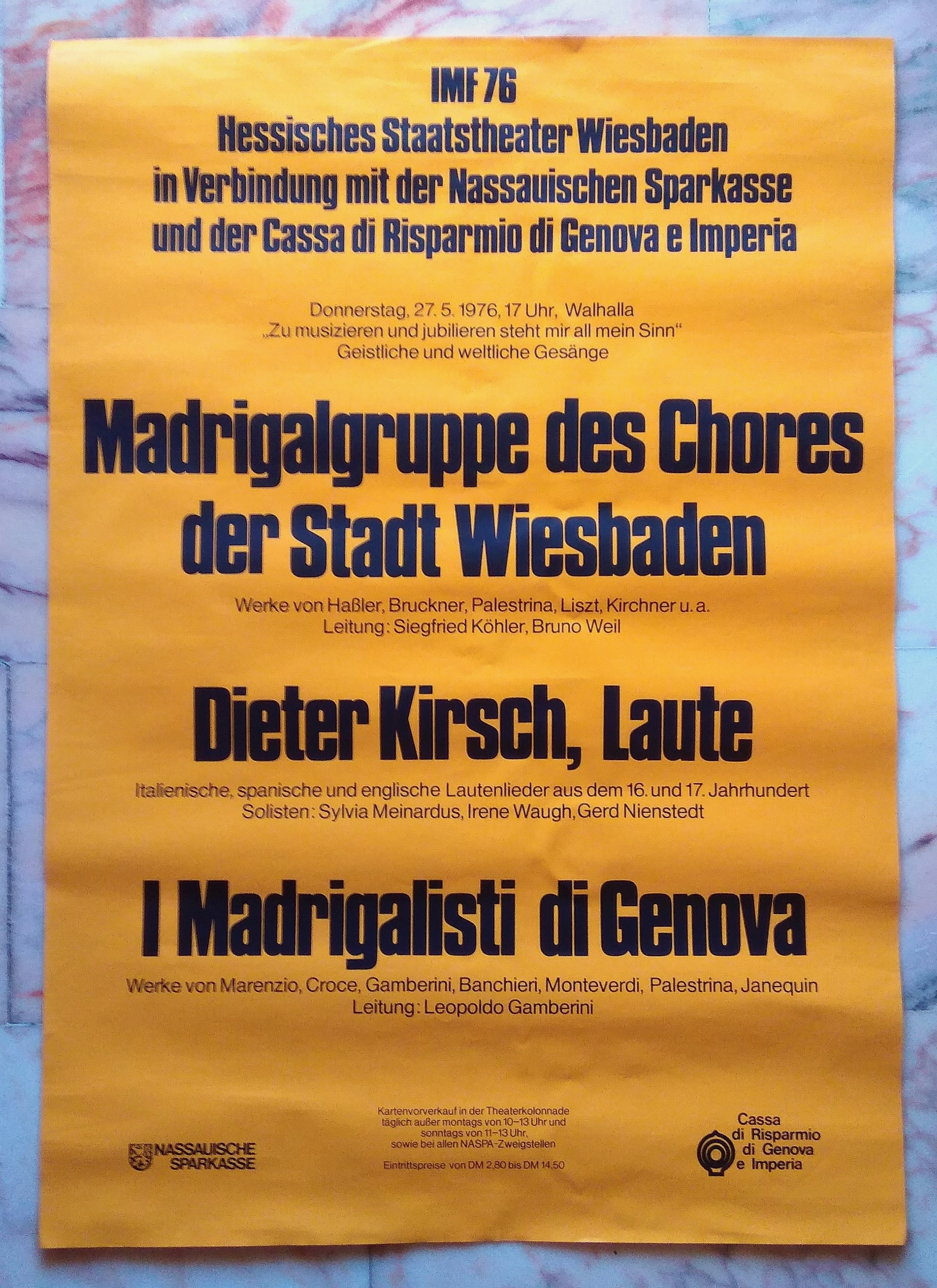
Concerto all'Internationale Maifestspiele di Wiesbaden del 27 maggio 1976

Gli anni dal 1980 al 1983 sono dedicati a concerti in Germania e alla registrazione per la Radio Tedesca del Festino del giovedì grasso avanti cena, di Adriano Banchieri, opera che verrà ancora portata in scena e incisa con la partecipazione straordinaria di Camillo Milli quale voce recitante e che ne curerà anche la regia nella trasposizione scenica in costume durante le serate inaugurali del Palio di Feltre. Il giro di concerti tenuti in Germania nel 1983 ottenne un notevole successo di pubblico e critica, in particolare a Norimberga ed Erlangen.

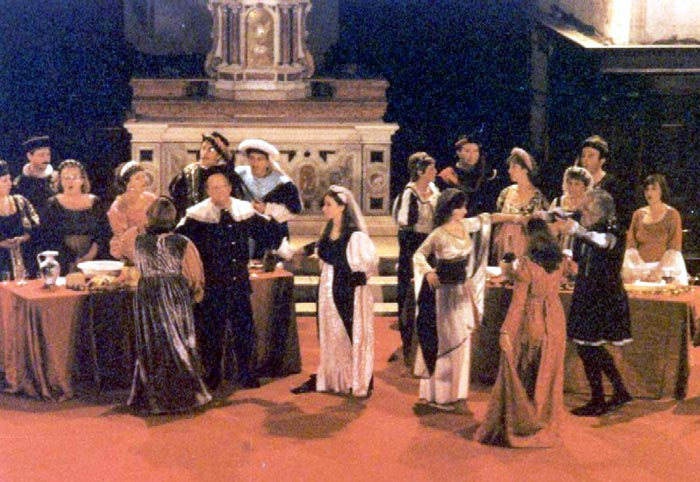
I Madrigalisti si esibiscono in costume nel "Festino" di Banchieri. Feltre, 1997

Sempre nel 1982 il complesso tiene ad Imperia un concerto organizzato dalla RAI, che lo trasmette integralmente. Fino alla fine degli anni ottanta il gruppo alterna l'attività concertistica a quella di studio, che si concretizza in numerose incisioni discografiche. Importanti i due concerti organizzati a Genova dall'UNICEF, nel secondo dei quali viene eseguita integralmente la Missa papae Marcelli di Palestrina.
Nel 1988, in occasione del trentennale della sua fondazione, il complesso ha tenuto un concerto, dedicato all'UNICEF, nel settecentesco Oratorio di San Filippo a Genova eseguendo musiche di epoca colombiana.
Nell'ambito delle manifestazioni culturali collegate alle Colombiadi del 1992, l'ensemble si esibisce nell'appena restaurato Teatro Carlo Felice, gremito di spettatori.
Nel 2002 partecipano alla decima edizione del "TIM - Torneo Internazionale di Musica" che vede la partecipazione di 3500 concorrenti provenienti da 54 paesi del mondo. Nelle qualificazioni I Madrigalisti si classificano al primo posto, accedendo così alla finale ad Aix-en-Provence dove conquisteranno il secondo posto. 

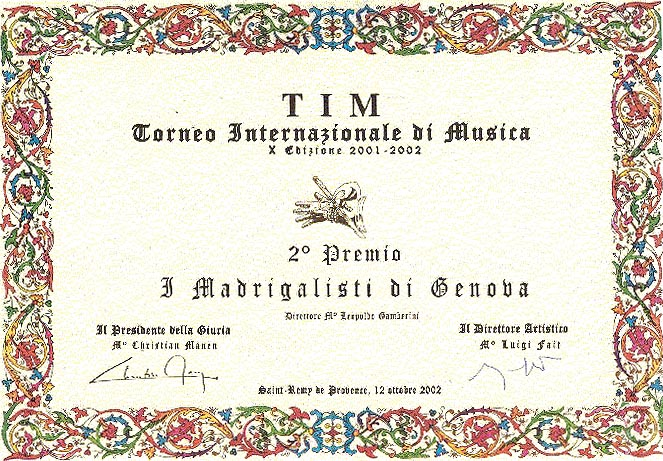
Diploma della finale del TIM - Torneo Internazionale di Musica, 2002

Questo è un estratto della motivazione della commissione presieduta dal Maestro Christian Manen:
Sempre nel 2002 il coro ha cantato nella Basilica di San Pietro in Vaticano.

## Organico e repertorio
Al coro misto SATB si affianca una sezione strumentale articolata su strumenti come flauto dolce, cromorno, dulcimer, arpa celtica, viola da gamba, liuto, ribeca.

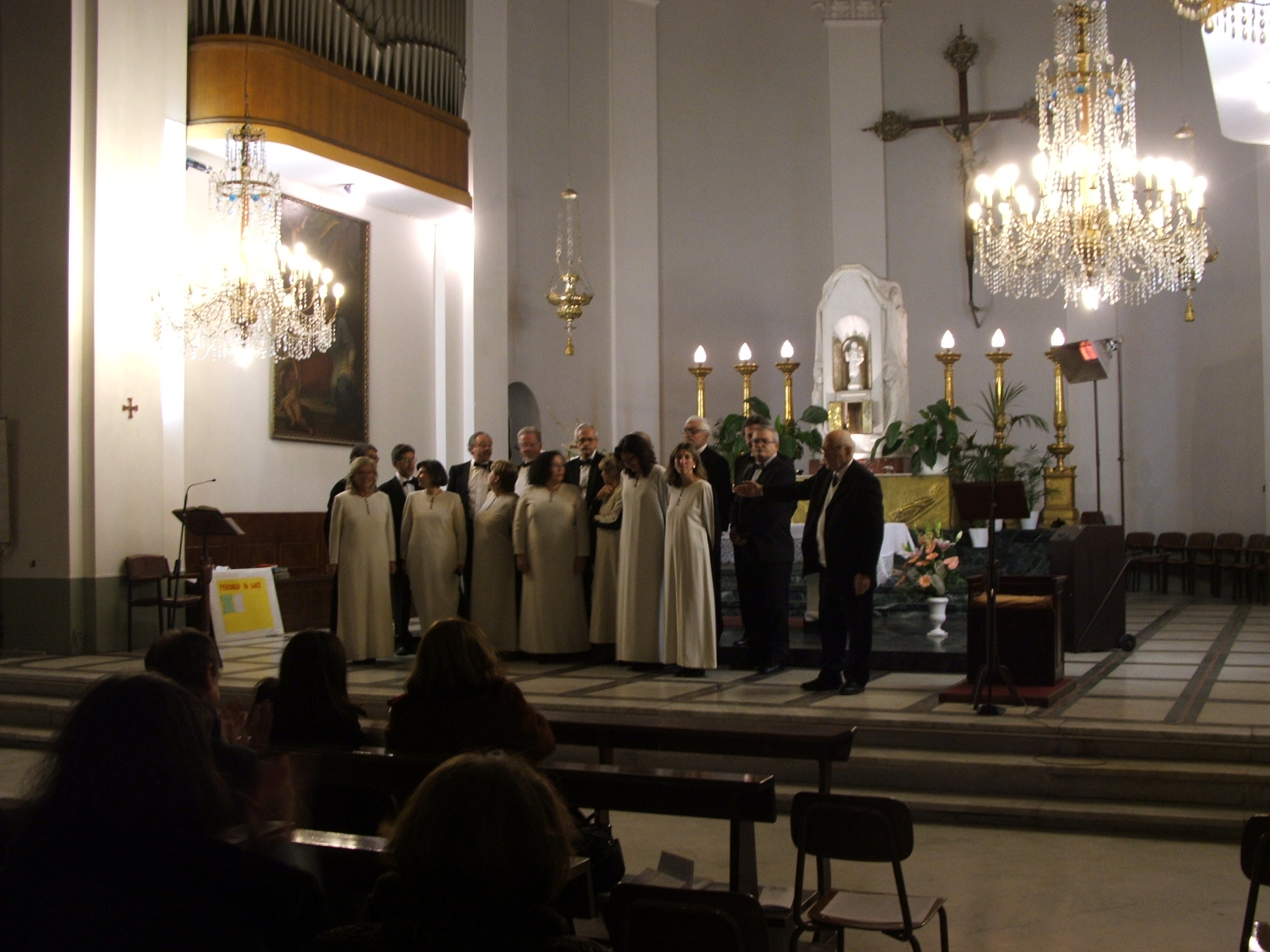
Sezione corale, 2005

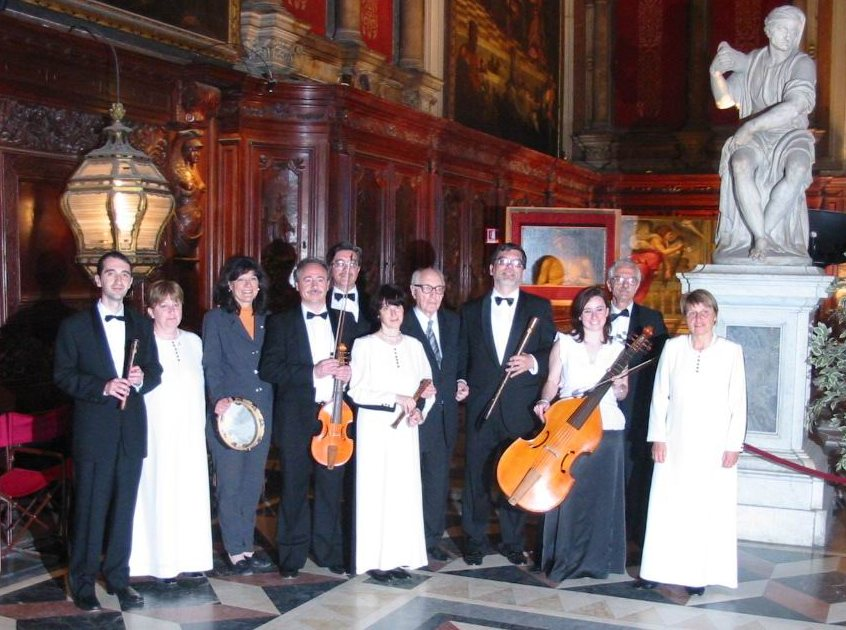
L'organico della sezione strumentale con il Maestro Leopoldo Gamberini

Il repertorio corale de I Madrigalisti, articolato su brani polifonici sacri e profani (sempre eseguiti a memoria, senza spartito, anche delle composizioni più complesse) comprende opere di noti compositori, quali Janequin, Marenzio, Della Croce, Palestrina, Monteverdi, Arcadelt, J.S. Bach, Mozart, Schubert, fino a Bruckner e altri. Tra gli autori anonimi vi è da citare lo studio interpretativo e l'incisione nel 1988 dei Carmina Burana.
La sezione strumentale esegue brani dal medioevo al rinascimento, in alcuni casi con la collaborazione di alcuni solisti vocali. Il repertorio parte dall'Ars Antiqua e dalla musica strumentale dell'epoca dei menestrelli, e comprende fra l'altro polifonia fiamminga, villancico spagnoli, danze rinascimentali, per arrivare alle suite strumentali del primo Seicento.

## Discografia
All'attivo del gruppo è anche la realizzazione di oltre venticinque incisioni discografiche per Sarx "Angelicum" e Ars Nova, si segnalano:
- 1977 - L'arte del madrigale. Lirica d'amore in Chiesa (Ars Nova LP VST-6043, MC VM-359)

Raccolta di brani di Luca Marenzio, Giovanni Pierluigi da Palestrina, Bartolomeo Tromboncino su testi dal Canzoniere di Francesco Petrarca
- 1978 - L'arte del madrigale. Canzoni sacre e profane del XVI secolo (Ars Nova LP VST-6095, MC VM-55405)
- 1979 - I trovatori nei castelli e nelle corti d'Europa (Ars Nova 3 LP VST-6190.1.2)

Una raccolta di canti dei menestrelli attivi nelle corti e nei castelli d'Europa.
- 1980 - L'arte del madrigale. Canzoni di corte e canzoni popolari (Ars Nova LP VST-6194)

Una raccolta di brani di Cipriano de Rore, Andrea Gabrieli, Vincenzo Galilei, Josquin Desprez, Antonio Scandello, Adriano Banchieri e altre canzoni popolari.
- 1981-1982 - Battaglie e Banchetti Musicali vol. I, II, III, IV (Ars Nova LP VST-6184, Sarx "Angelicum" CD ANG-97048-2)

Una raccolta di brani strumentali rinascimentali eseguiti con strumenti d'epoca, alcuni con voci soliste, di autori quali Claude Gervaise, Philippe de Monte, Samuel Scheidt, John Adson, Tielman Susato, Johann Hermann Schein, Melchior Franck.
- Giovanni Pierluigi da Palestrina: Missa papae Marcelli (Ars Nova LP, MC VM-55508)
- 1986 - Musiche medioevali (Ars Nova LP AVST-26249)
- 1987 - Musica dell'epoca di Cristoforo Colombo (Ars Nova, LP VST-6253, CD AN-173)

Una raccolta di madrigali e canzoni musicati all'epoca di Cristoforo Colombo da compositori spagnoli e italiani, fra cui un brano basato su versi di Petrarca.
- 1988 - Carmina Burana (Ars Nova LP VST-6255, CD)

Esecuzione basata sulla traccia dei manoscritti medioevali del convento di Benediktbeuern di canti di poesia burlesca.
- 1988 - Adriano Banchieri: Il Festino nella sera del Giovedì Grasso avanti cena (Ars Nova CD AN-175, Sarx "Angelicum" CD ANG-97002-2)

Una "commedia harmonica" musicata nel 1608 dal compositore bolognese Adriano Banchieri (1568-1634)